# Music Player Daemon
Music Player Daemon (MPD) — аудіоплеєр з клієнт-серверною архітектурою. MPD працює в режимі демона та програє музику з плейліста. Зміни стану програвача, такі як початок, призупинення, завершення програвання, дії з плейлістом, отримання метаданих треку, статистичної інформації тощо відбувається через клієнтські програми. Клієнт може бути запущений на тому самому комп'ютері, що й сервер, або на іншому і з'єднуватись через мережу. Така архітектура має ряд переваг: користувач має можливість вибрати клієнт за смаком, віддалено керувати програванням; програвання не припиняється при закритті клієнта, а лише тоді, коли завершити сеанс самого MPD; економляться системні ресурси.[джерело?]
MPD, подібно до багатьох інших плеєрів, використовує базу даних, щоб зберігати основну метаінформацію про аудіофайли.

## Можливості
- Підтримка форматів Ogg Vorbis, Ogg Tremor, OggFLAC, MP3, FLAC, AAC/MP4, WAV, WavPack, MIDI, Musepack, MOD, C64 SID та будь-які інші, які підтримуються FFmpeg. Ці можливості реалізовані модульно і можуть бути відключені під час компіляції. FFmpeg може програвати аудіодоріжки з відеофайлів без відтворення відео.
- З’єднання з клієнтами через локальні сокети або протокол TCP (в тому числі IPv6).
- Потокове програвання, використовуючи cURL, Last.fm або Microsoft Media Server (MMS).
- Вивід звуку на ALSA, Open Sound System, AO, PulseAudio, JACK, конвеєр, іменований конвеєр.
- Можливість трансляції через вбудований HTTP-сервер або SHOUTcast у форматах MP3 або Ogg Vorbis.
- Читання тегів ID3 (ID3v1 і ID3v2), Ogg Vorbis, MP4, APEv2.
- Використання бази даних з метаінформацією про аудіофайли.
- Підтримка Avahi/Zeroconf.
- Підтримка плавних переходів і накладання між треками.
- Збереження плейлістів на диск у форматі M3U.
- Керування гучністю.

Плеєр працює у операційних системах Linux, Mac OS X, FreeBSD, OpenBSD, NetBSD, OpenSolaris, Sun Solaris, HP-UX, Microsoft Windows.

## Клієнти
MPD є лише сервером. Щоб користуватися ним, обов’язкова наявність клієнта, яких забезпечує інтерфейс користувача. MPD має велику кількість різноманітних клієнтів. 

### Консольні клієнти
- mpc [Архівовано 4 серпня 2009 у Wayback Machine.] — простий текстовий інтерфейс до MPD.
- ncmpc [Архівовано 20 серпня 2011 у Wayback Machine.] — клієнт на базі curses.
- ncmpcpp — інший клієнт на базі curses.

### Графічні клієнти

#### GTK+
- Gnome Music Player Client (GMPC) [Архівовано 21 серпня 2010 у Wayback Machine.] — клієнт на GTK+ з повною реалізацією можливостей MPD.
- Sonata — елегантний клієнт написаний на GTK+ та Python.

#### Qt
- QMPDClient [Архівовано 28 липня 2010 у Wayback Machine.] — клієнт, написаний на Qt4.

### Інші клієнти
- Music Player Minion [Архівовано 23 лютого 2010 у Wayback Machine.] — клієнт, виконаний у формі додатка Firefox.
- mpdscribble — невимогливий до системних ресурсів збирач статистики для Last.fm та інших подібних сервісів (scrobbler).